# Su Rogers
Susan Jane Rogers, née Brumwell le 22 février 1939, est une architecte britannique. Entre les années 1960 et 1970, elle est cofondatrice et partenaire de deux cabinets d'architectes, Team 4 et Richard + Su Rogers.

## Carrière
En 1963, Richard et Su Rogers fondent Team 4 avec Norman Foster et Wendy Cheesman mais des tensions apparaissent entre eux et ils décident de dissoudre le partenariat en juin 1967,,. Après cette dissolution, elle cofonde Richard + Su Rogers Architects, un cabinet qui est actif jusque vers 1970,. Le couple conçoit une maison pour les parents de Richard au 22 Parkside à Wimbledon,,. Entre 1986 à 2011, elle fait partie des partenaires de John Miller + Partners. Elle fait partie de l'équipe qui remporte le concours à l'origine du Centre Pompidou dans les années 1970.

## Vie privée
Elle épouse en premières noces Richard Rogers avec qui elle a trois enfants.